# تومي (مانغا)
تومي (باليابانية: 富江، بالروماجي: Tomie) هي سلسلة مانغا يابانية من تأليف ورسم جونجي إيتو، نشرت المانغا في عام 1987 حتى عام 2000 في مجلة هالوين الشهرية، وتكونت من 3 مجلدات، تومي هي أول مانغا نشرت لجونجي إيتو، وقد فازت المانغا بجائزة كازو أوميزو. اقتبست المانغا إلى سلسلة أفلام حية وإلى دراما تلفزيونية تكونت من 3 حلقات.

## القصة
تدور أحداث القصة عن امرأة جميلة غامضة تدعى تومي، تمتلك قوة غير تجعل أي رجل يراها يقع في حبها، من خلال التلاعب النفسي والعاطفي، تجعلهم يقتلونها ويقطعونها ثم تحيا عن طريق كل طرف منها تخرج تومي جديدة لتبدأ حياتها من جديد بحثا عن هدف آخر.

## وصلات خارجية
- تومي على موقع ANN manga (الإنجليزية)